# (9617) Grahamchapman
(9617) Grahamchapman (provisorischer Name: 1993 FA5) ist ein Hauptgürtelasteroid zwischen Mars und Jupiter. Er wurde am 17. März 1993 von der Europäischen Südsternwarte während der Uppsala-ESO Survey of Asteroids and Comets (UESAC) entdeckt.
Grahamchapman wurde am 20. März 2000 nach dem Schauspieler Graham Chapman benannt; er ist der erste von insgesamt sechs Asteroiden, die die Namen der Mitglieder der Komikergruppe Monty Python tragen, die anderen sind (9618) Johncleese, (9619) Terrygilliam, (9620) Ericidle, (9621) Michaelpalin und (9622) Terryjones.
Anfang 2006 haben Beobachtungen beim Ondřejov NEO Fotometrieprogramm herausgefunden, dass Grahamchapman von einem Mond umkreist wird. Der Mond hat etwa einen Viertel der Größe von Grahamchapman und die Umlaufperiode beträge in etwa 19 Stunden. Die Studie zeigt darüber hinaus, dass Grahamchapman eine Rotationsperiode von 2,3 Stunden besitzt und annähernd kugelförmig ist.